# Ayuntamiento de Mijas
El Ayuntamiento de Mijas es el órgano encargado del gobierno y administración del municipio de Mijas, situado en la provincia de Málaga, Andalucía, España. Está presidido por el alcalde. En 2023 ocupa dicho cargo Ana Carmen Mata Rico, del PP.

## Alcaldes
| Periodo   | Nombre                                                               | Partido                                  |
| --------- | -------------------------------------------------------------------- | ---------------------------------------- |
| 1979-1983 | Antonio Maldonado Pérez                                              | Partido Socialista Obrero Español (PSOE) |
| 1983-1987 | Antonio Maldonado Pérez                                              | Partido Socialista Obrero Español (PSOE) |
| 1987-1991 | Antonio Maldonado Pérez                                              | Partido Socialista Obrero Español (PSOE) |
| 1991-1995 | Antonio Maldonado Pérez                                              | Partido Socialista Obrero Español (PSOE) |
| 1995-1999 | Antonio Maldonado Pérez (1995-1997) Agustín Moreno Muñoz (1997-1999) | Partido Socialista Obrero Español (PSOE) |
| 1999-2003 | Agustín Moreno Muñoz                                                 | Partido Socialista Obrero Español (PSOE) |
| 2003-2007 | Agustín Moreno Muñoz                                                 | Partido Socialista Obrero Español (PSOE) |
| 2007-2011 | Agustín Moreno Muñoz (2007) Antonio Sánchez Pacheco (2007-2011)      | Partido Socialista Obrero Español (PSOE) |
| 2011-2015 | Ángel Nozal Lajo                                                     | Partido Popular (PP)                     |
| 2015-2019 | Juan Carlos Maldonado Estévez                                        | Ciudadanos (CS)                          |
| 2019-2023 | José Antonio González Pérez                                          | Partido Socialista Obrero Español (PSOE) |
| 2023-act. | Ana Carmen Mata Rico                                                 | Partido Popular (PP)                     |

## Resultados electorales
| Partido político                                                    | 2023          | 2023          | 2023          | 2019  | 2019  | 2019       | 2015  | 2015  | 2015       | 2011                        | 2011                        | 2011                        | 2007  | 2007  | 2007       | 2003  | 2003  | 2003       | 1999  | 1999  | 1999       | 1995  | 1995  | 1995       | 1991  | 1991  | 1991       | 1987  | 1987  | 1987       | 1983  | 1983  | 1983       | 1979  | 1979  | 1979       |
| Partido político                                                    | %             | Votos         | Concejales    | %     | Votos | Concejales | %     | Votos | Concejales | %                           | Votos                       | Concejales                  | %     | Votos | Concejales | %     | Votos | Concejales | %     | Votos | Concejales | %     | Votos | Concejales | %     | Votos | Concejales | %     | Votos | Concejales | %     | Votos | Concejales | %     | Votos | Concejales |
| Partido Socialista Obrero Español (PSOE)                            | 33,61         | 8589          | 10            | 27,44 | 6610  | 8          | 26,20 | 6078  | 7          | 21,15                       | 5631                        | 7                           | 46,73 | 8379  | 14         | 61,12 | 9974  | 15         | 58,82 | 8379  | 14         | 51,85 | 5765  | 13         | 76,65 | 5670  | 19         | 71,89 | 4742  | 17         | 72,34 | 3691  | 13         | 48,11 | 1894  | 9          |
| Partido Popular (PP)-Alianza Popular (AP)                           | 31,61         | 8077          | 9             | 30,40 | 7322  | 9          | 36,38 | 8439  | 11         | 49,96                       | 11 206                      | 15                          | 36,70 | 6581  | 11         | 17,70 | 2889  | 4          | 13,95 | 1987  | 3          | 30,14 | 3351  | 7          | 12,09 | 894   | 2          | 12,55 | 828   | 2          | 16,95 | 865   | 3          | –     | –     | –          |
| Vox                                                                 | 11,46         | 2929          | 3             | 5,56  | 1339  | 1          | —     | —     | —          | —                           | —                           | —                           | —     | —     | —          | –     | –     | –          | –     | –     | –          | –     | –     | –          | –     | –     | –          | –     | –     | –          | –     | –     | –          | –     | –     | –          |
| Ciudadanos (CS)                                                     | 6,57          | 1680          | 2             | 21,26 | 5120  | 6          | 17,13 | 3974  | 5          | —                           | —                           | —                           | —     | —     | —          | –     | –     | –          | –     | –     | –          | –     | –     | –          | –     | –     | –          | –     | –     | –          | –     | –     | –          | –     | –     | –          |
| Por Mi Pueblo                                                       | 5,52          | 1412          | 1             | —     | —     | —          | —     | —     | —          | —                           | —                           | —                           | —     | —     | —          | –     | –     | –          | –     | –     | –          | –     | –     | –          | –     | –     | –          | –     | –     | –          | –     | –     | –          | –     | –     | –          |
| Con Andalucía-Podemos                                               | 3,36          | 859           | 0             | 5,87  | 1415  | 1          | —     | —     | —          | —                           | —                           | —                           | —     | —     | —          | –     | –     | –          | –     | –     | –          | –     | –     | –          | –     | –     | –          | –     | –     | –          | –     | –     | –          | –     | –     | –          |
| Partido Animalista Con el Medio Ambiente (PACMA)                    | 1,96          | 503           | 0             | –     | –     | –          | —     | —     | —          | —                           | —                           | —                           | —     | —     | —          | –     | –     | –          | –     | –     | –          | –     | –     | –          | –     | –     | –          | –     | –     | –          | –     | –     | –          | –     | –     | –          |
| Alternativa Mijeña (AM)                                             | 1,89          | 485           | 0             | —     | —     | —          | —     | —     | —          | 5,30                        | 1188                        | 1                           | 4,94  | 885   | 0          | 4,00  | 653   | 0          | –     | –     | –          | –     | –     | –          | –     | –     | –          | –     | –     | –          | –     | –     | –          | –     | –     | –          |
| Soy de Mijas                                                        | 1,69          | 434           | 0             | –     | –     | –          | —     | —     | —          | —                           | —                           | —                           | —     | —     | —          | –     | –     | –          | –     | –     | –          | –     | –     | –          | –     | –     | –          | –     | –     | –          | –     | –     | –          | –     | –     | –          |
| Adelante Andalucía                                                  | 1,20          | 308           | 0             | –     | –     | –          | —     | —     | —          | —                           | —                           | —                           | —     | —     | —          | –     | –     | –          | –     | –     | –          | –     | –     | –          | –     | –     | –          | –     | –     | –          | –     | –     | –          | –     | –     | –          |
| Izquierda Unida (IU)-Partido Comunista de España (PCE)              | Con Andalucía | Con Andalucía | Con Andalucía | 2,41  | 581   | 0          | 3,72  | 862   | 0          | 3,93                        | 881                         | 0                           | 4,66  | 835   | 0          | 1,72  | 280   | 0          | 2,77  | 395   | 0          | 7,73  | 859   | 1          | 2,68  | 198   | 0          | 6,16  | 406   | 1          | 3,14  | 160   | 0          | 9,40  | 370   | 1          |
| Movimiento Vecinal Mijeño (MVM)                                     | –             | –             | –             | 4,89  | 1178  | 0          | –     | –     | –          | –                           | –                           | –                           | –     | –     | –          | –     | –     | –          | –     | –     | –          | –     | –     | –          | –     | –     | –          | –     | –     | –          | –     | –     | –          | –     | –     | –          |
| Más Andalucía                                                       | –             | –             | –             | 1,29  | 311   | 0          | –     | –     | –          | –                           | –                           | –                           | –     | –     | –          | –     | –     | –          | –     | –     | –          | –     | –     | –          | –     | –     | –          | –     | –     | –          | –     | –     | –          | –     | –     | –          |
| Costa del Sol Sí Puede Tic Tac (CSSPTT)                             | —             | —             | —             | —     | —     | —          | 7,26  | 1683  | 2          | —                           | —                           | —                           | —     | —     | —          | –     | –     | –          | –     | –     | –          | –     | –     | –          | –     | –     | –          | –     | –     | –          | –     | –     | –          | –     | –     | –          |
| Mijas Gana                                                          | –             | –             | –             | –     | –     | –          | 3,66  | 850   | 0          | –                           | –                           | –                           | –     | –     | –          | –     | –     | –          | –     | –     | –          | –     | –     | –          | –     | –     | –          | –     | –     | –          | –     | –     | –          | –     | –     | –          |
| Unión Progreso y Democracia (UPyD)                                  | –             | –             | –             | –     | –     | –          | 2,40  | 556   | 0          | 3,04                        | 681                         | 0                           | –     | –     | –          | –     | –     | –          | –     | –     | –          | –     | –     | –          | –     | –     | –          | –     | –     | –          | –     | –     | –          | –     | –     | –          |
| Partido Andalucista (PA)-Espacio Plural Andaluz (EP-And)            | –             | –             | –             | –     | –     | –          | 2,20  | 511   | 0          | 4,29                        | 962                         | 0                           | 2,32  | 595   | 0          | 3,79  | 618   | 0          | 3,66  | 522   | 0          | 3,49  | 388   | 0          | 4,45  | 329   | 0          | 3,12  | 206   | 0          | –     | –     | –          | –     | –     | –          |
| Grupo Independiente de Mijas (GIM)                                  | —             | —             | —             | —     | —     | —          | —     | —     | —          | 6,82                        | 1530                        | 2                           | —     | —     | —          | –     | –     | –          | –     | –     | –          | –     | –     | –          | –     | –     | –          | –     | –     | –          | –     | –     | –          | –     | –     | –          |
| Los Verdes (LV)                                                     | –             | –             | –             | –     | –     | –          | –     | –     | –          | Con Alternativa Mijeña (AM) | Con Alternativa Mijeña (AM) | Con Alternativa Mijeña (AM) | 2,48  | 445   | 0          | 1,69  | 275   | 0          | 2,01  | 286   | 0          | –     | –     | –          | –     | –     | –          | –     | –     | –          | –     | –     | –          | –     | –     | –          |
| Partido Socialdemócrata de Mijas (PSM)                              | –             | –             | –             | –     | –     | –          | –     | –     | –          | –                           | –                           | –                           | –     | –     | –          | 8,93  | 1458  | 2          | –     | –     | –          | –     | –     | –          | –     | –     | –          | –     | –     | –          | –     | –     | –          | –     | –     | –          |
| Grupo Independiente Liberal (GIL)                                   | –             | –             | –             | –     | –     | –          | –     | –     | –          | –                           | –                           | –                           | –     | –     | –          | –     | –     | –          | 16,72 | 2382  | 4          | –     | –     | –          | –     | –     | –          | –     | –     | –          | –     | –     | –          | –     | –     | –          |
| Partido Blanco Independiente (PBI)                                  | –             | –             | –             | –     | –     | –          | –     | –     | –          | –                           | –                           | –                           | –     | –     | –          | –     | –     | –          | 0,88  | 124   | 0          | 2,23  | 248   | 0          | –     | –     | –          | –     | –     | –          | –     | –     | –          | –     | –     | –          |
| Partido de los Independientes de España (PIE)                       | –             | –             | –             | –     | –     | –          | –     | –     | –          | –                           | –                           | –                           | –     | –     | –          | –     | –     | –          | –     | –     | –          | 1,88  | 209   | 0          | –     | –     | –          | –     | –     | –          | –     | –     | –          | –     | –     | –          |
| Unión Democrática Liberal (UDL)                                     | –             | –             | –             | –     | –     | –          | –     | –     | –          | –                           | –                           | –                           | –     | –     | –          | –     | –     | –          | –     | –     | –          | –     | –     | –          | 1,25  | 139   | 0          | –     | –     | –          | –     | –     | –          | –     | –     | –          |
| Solución Independiente (SI)                                         | –             | –             | –             | –     | –     | –          | –     | –     | –          | –                           | –                           | –                           | –     | –     | –          | –     | –     | –          | –     | –     | –          | –     | –     | –          | 3,12  | 231   | 0          | –     | –     | –          | –     | –     | –          | –     | –     | –          |
| Centro Democrático y Social (CDS)-Unión de Centro Democrático (UCD) | –             | –             | –             | –     | –     | –          | –     | –     | –          | –                           | –                           | –                           | –     | –     | –          | –     | –     | –          | –     | –     | –          | –     | –     | –          | –     | –     | –          | 5,62  | 371   | 1          | –     | –     | –          | 25,96 | 1022  | 4          |
| Grupo Independiente de Mijas-Costa (GIMIC)                          | –             | –             | –             | –     | –     | –          | –     | –     | –          | –                           | –                           | –                           | –     | –     | –          | –     | –     | –          | –     | –     | –          | –     | –     | –          | –     | –     | –          | –     | –     | –          | 7,57  | 386   | 1          | 16,54 | 651   | 3          |

## Evolución de la deuda viva municipal
El concepto de deuda viva contempla sólo las deudas con cajas y bancos relativas a créditos financieros, valores de renta fija y préstamos o créditos transferidos a terceros, excluyéndose, por tanto, la deuda comercial.
| Gráfica de evolución de la deuda viva del Ayuntamiento entre 2008 y 2022                                          |
| |
| Deuda viva del Ayuntamiento de Mijas, en miles de euros, según datos del Ministerio de Hacienda y Función Pública |